# Panaro
Panaro je řeka v Itálii (Emilia-Romagna). Je 166 km dlouhá. Povodí má rozlohu 2300 km².

## Průběh toku
Pramení v Toskánsko-Emiliánských Apeninách. Protéká převážně Pádskou nížinou. Na dolním toku jsou kolem koryta vybudované hráze na ochranu před povodním. Je pravostranným přítokem Pádu

## Vodní režim
Průměrný roční průtok vody na dolním toku činí 45 m³/s. Nejvyšší vodnosti dosahuje na jaře a na podzim.

## Využití
Řeka je regulovaná a je na ní umožněna vodní doprava. Leží na ní město Vignola.